# 松阳县
松阳县位于中国浙江省西南部，是丽水市下辖的一个县，東連麗水市蓮都區，南接龍泉市、雲和縣，西北靠遂昌縣，東北與金華市武義縣接壤。县人民政府驻西屏街道府前街1号。区域总面积为1,400.7平方公里。

## 历史
始建于东汉建安四年(199年)，分章安县南乡置松阳县，属会稽郡，是丽水地区建置最早的县份。
1958年11月21日，撤销松阳县，原辖境域并入遂昌县。1982年1月30日，复置松阳县，属丽水地区。 　　 　

## 行政区划
松阳县下辖3个街道办事处、5个镇、10个乡、1个民族乡：
西屏街道、水南街道、望松街道、古市镇、玉岩镇、象溪镇、大东坝镇、新兴镇、叶村乡、斋坛乡、三都乡、竹源乡、四都乡、赤寿乡、樟溪乡、枫坪乡、板桥畲族乡、裕溪乡和安民乡。

## 人口
根據第七次全国人口普查數據，截至2020年11月1日零時，松陽縣常住人口為204880人。

## 交通
- 235国道过境。